# کارل آوگوست ارنسوارد
 کارل آوگوست ارنسوارد (سوئدی: Carl August Ehrensvärd؛ ۵ مهٔ ۱۷۴۵ – ۲۱ مهٔ ۱۸۰۰) یک افسر نیروی دریایی، نقاش، نویسنده و معمار نئوکلاسیک اهل سوئد بود.
ارنسوارد در استکهلم متولد شد و در اوربرو درگذشت. گرچه او در تمام عمرش به عنوان یک افسر نیروی دریایی مشغول به کار بود، اما بیشتر بخاطر کاریکاتور‌های مضحکی که از افراد مشهور می‌کشید و نامه‌هایش را با آن‌ها تزئین می‌کرد، شناخته شده‌است.
او در سال ۱۷۹۰ به عنوان عضوی از فرهنگستان پادشاهی علوم سوئد برگزیده شد.